# ライオット (ゲームブランド)
ライオット（RiOT）は、かつて存在した日本テレネットの社内レーベルのひとつ。同社の第1開発事業部のブランド名だった。

## 概要
『エグザイル』シリーズ、『天使の詩』シリーズ、『XakI・II』（マイクロキャビンのPCゲームのPCエンジンへの移植）などを開発。
1993年春までに主要スタッフの大半が独立し、ワイルドアームズシリーズで知られるメディアビジョンを設立した。

## 関連ブランド
- 日本テレネット（2007年に倒産）
- ウルフ・チーム（親会社に吸収後ブランド消滅）
  - Jフォース（倒産）
  - トライエース
  - ナムコ・テイルズスタジオ（親会社に吸収）
- 新日本レーザーソフト（親会社に吸収）
- レノ（RENO/Renovotion game）
- ライオット（RIOT/第1開発事業部）
  - メディア・ビジョン
  - メディアエンターテイメント（解散）
  - フェイクラフト（倒産）